# Zarzuela de Jadraque
Zarzuela de Jadraque ist ein Ort und eine Gemeinde (municipio) mit 52 Einwohnern (Stand: 2024) im Zentrum der Provinz Guadalajara in der Autonomen Gemeinschaft Kastilien-La Mancha. 

## Lage und Klima
Zarzuela de Jadraque liegt in einer Höhe von ca. 1045 m in der Kulturlandschaft der Serranía. Die Entfernung zur südsüdwestlich gelegenen Provinzhauptstadt Guadalajara beträgt ca. 42 Kilometer (Fahrtstrecke). Das Klima ist gemäßigt bis warm; Regen (485 mm/Jahr) fällt übers Jahr verteilt.

## Bevölkerungsentwicklung
| Jahr      | 1970 | 1981 | 1991 | 2001 | 2011 | 2021 |
| Einwohner | 143  | 75   | 31   | 41   | 43   | 55   |

## Sehenswürdigkeiten

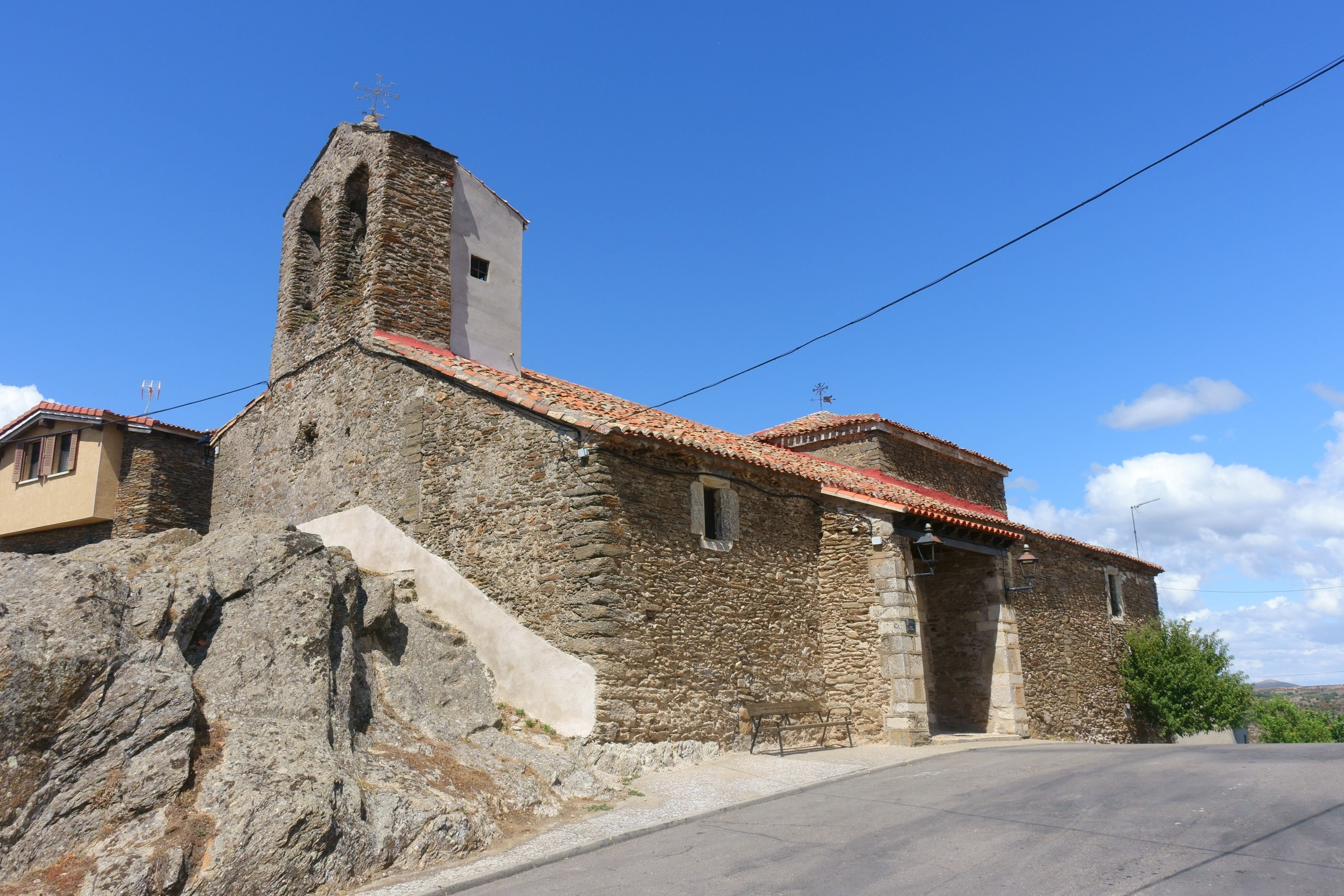
Klemenskirche

- Klemenskirche
- Rathaus